# Campeonato Brasiliense de Futebol de 2020
O Campeonato Brasiliense de Futebol de 2020 foi a 62ª edição da divisão principal do futebol do Distrito Federal brasileiro. A competição, organizada pela Federação de Futebol do Distrito Federal, foi disputada entre 25 de janeiro e 29 de agosto por doze equipes do Distrito Federal, de Goiás e Minas Gerais e teve transmissão pela TV Brasília. O campeonato atribuiu duas vagas para a Copa do Brasil de 2021 e a Copa Verde de 2021, além de duas vagas para a Série D do Brasileiro de 2021.
Esta edição marcou o retorno do Paracatu para Unaí, com a respectiva mudança de nome.
Em 11 de março de 2020, o Governo do Distrito Federal (GDF) público o Decreto 40.509 que suspendeu, entre outras coisas, todos os eventos esportivos por 5 dias em virtude da Pandemia de COVID-19, dessa forma os jogos da 10ª rodada aconteceram com portões fechados exceto Gama x Real Brasília que fora adiado para 17 de março. Porém, em 14 de março, foi publicado o Decreto 40.520 que estendeu o prazo para 15 dias, com isso, a FFDF, em conjunto com os times, resolveu antecipar a última rodada(com portões fechados) para 18 de março, suspender o campeonato e deixar a definir a data  do confronto Gama x Real Brasília válido pela 10ª rodada. No dia 18 de março, a Secretaria de Esporte do DF não emitiu os alvarás para utilização dos estádios mesmo com portões fechados, dessa forma os jogos Gama x Formosa, Brasiliense x Paranoá e Real Brasília x Taguatinga foram no Centro de Treinamento dos times mandantes. Enfim, no início de agosto, o GDF autorizou o retorno das competições de futebol e o Candangão teve seu retorno no dia 8 com o jogo Gama x Real Brasília.

## Regulamento[8]
O campeonato foi disputado em quatro etapas: fase classificatória, quartas de final, semifinais e final. Na primeira fase, as doze equipes jogaram entre si em jogos de ida, totalizando onze rodadas. As oito equipes com o maior número de pontos conquistados na primeira fase avançaram para as quartas de final, enquanto os dois últimos colocados foram rebaixados para a segunda divisão de 2021. A partir daí, os times se enfrentaram em sistema de mata-mata até a determinação do Campeão Brasiliense de 2020.
O campeão e o vice conquistaram vagas em três campeonatos nacionais: Série D do Brasileiro de 2021, Copa do Brasil de 2021 e Copa Verde de Futebol de 2021.

### Critérios de desempate
Ocorrendo empate em número de pontos ganhos entre duas ou mais equipes na fase classificatória, serão aplicados, sucessivamente, os seguintes critérios de desempate:
1. Maior número de vitórias.
2. Maior saldo de gols.
3. Maior número de gols pró.
4. Confronto direto.
5. Menor número de cartões amarelos.
6. Menor número de cartões vermelhos.
7. Sorteio.

Nos jogos das quartas de final e semifinal, ocorrendo empate após os 180 minutos de jogo, avança quem tiver melhor qualificado na classificação geral. Nos jogos da final, ocorrendo empate após os 180 minutos de jogo, a partida será definida por meio de cobranças de penalidades máximas.

## Equipes participantes
| Equipe                          | Localidade         | Em 2019 | Estádio (mando em 2020) | Capacidade | Títulos             |
| ------------------------------- | ------------------ | ------- | ----------------------- | ---------- | ------------------- |
| Brasiliense Futebol Clube       | Taguatinga         | 2º      | Serejão                 | 27 000     | 9 (último em 2017)  |
| Capital Clube de Futebol Ltda   | Guará              | 7º      | Mané Garrincha          | 72 788     | 0                   |
| Sociedade Esportiva Ceilandense | Ceilândia          | 2º(B)   | Abadião                 | 4 000      | 0                   |
| Ceilândia Esporte Clube         | Ceilândia          | 9º      | Abadião                 | 4 000      | 2 (último em 2012)  |
| Bosque Formosa Esporte Clube    | Formosa (GO)       | 8º      | Diogão                  | 6 000      | 0                   |
| Sociedade Esportiva do Gama     | Gama               | 1º      | Bezerrão                | 20 000     | 12 (último em 2019) |
| Associação Atlética Luziânia    | Luziânia (GO)      | 5º      | Serra do Lago           | 21 564     | 2 (último em 2016)  |
| Paranoá Esporte Clube           | Paranoá            | 1º(B)   | JK                      | 8 000      | 0                   |
| Real Brasília Futebol Clube     | Núcleo Bandeirante | 4º      | Defelê                  | 1 500      | 0                   |
| Sobradinho Esporte Clube        | Sobradinho         | 6º      | Augustinho Lima         | 15 000     | 3 (último em 2018)  |
| Taguatinga Esporte Clube        | Taguatinga         | 10º     | Serejão                 | 27 000     | 5 (último em 1993)  |
| Unaí Esporte Clube ^            | Unaí (MG)          | 3º      | Urbano Adjuto           | 4 000      | 0                   |

- UEC: ^  O Unaí Esporte Clube jogou o último campeonato como Paracatu, porém o time retornou à Unaí com o nome do município e as cores verde e branca para a disputa de 2020.[10]

## Fase final
Em itálico, os times que possuem o mando de campo no primeiro jogo do confronto e em negrito os times classificados.
|  | Gama              | Gama              | Gama              | Gama              |       |             | Semifinais        | Semifinais        | Semifinais        | Semifinais        |  |      | Final             | Final             | Final             | Final             |  |  |
|  | 12 a 16 de agosto | 12 a 16 de agosto | 12 a 16 de agosto | 12 a 16 de agosto |       |             | 19 a 22 de agosto | 19 a 22 de agosto | 19 a 22 de agosto | 19 a 22 de agosto |  |      | 26 e 29 de agosto | 26 e 29 de agosto | 26 e 29 de agosto | 26 e 29 de agosto |  |  |
|  |                   |                   |                   |                   |       |             |                   |                   |                   |                   |  |      |                   |                   |                   |                   |  |  |
|  | Gama              | 5                 | 2                 | 7                 |       |             |                   |                   |                   |                   |  |      |                   |                   |                   |                   |  |  |
|  | Sobradinho        | 0                 | 1                 | 1                 |       |             |                   |                   |                   |                   |  |      |                   |                   |                   |                   |  |  |
|  | Sobradinho        | 0                 | 1                 | 1                 |       | Gama        | 3                 | 3                 | 6                 |                   |  |      |                   |                   |                   |                   |  |  |
|  |                   |                   |                   |                   |       | Gama        | 3                 | 3                 | 6                 |                   |  |      |                   |                   |                   |                   |  |  |
|  |                   | Formosa           | 1                 | 1                 | 2     |             |                   |                   |                   |                   |  |      |                   |                   |                   |                   |  |  |
|  | Formosa           | Formosa           | 1                 | 1                 | 2     | 1           | 0                 | 1                 |                   |                   |  |      |                   |                   |                   |                   |  |  |
|  | Formosa           |                   |                   |                   |       | 1           | 0                 | 1                 |                   |                   |  |      |                   |                   |                   |                   |  |  |
|  | Taguatinga        | 0                 | 1                 | 1                 |       |             |                   |                   |                   |                   |  |      |                   |                   |                   |                   |  |  |
|  | Taguatinga        | 0                 | 1                 | 1                 |       |             |                   |                   |                   |                   |  | Gama | 1                 | 2                 | 3 (4)             |                   |  |  |
|  |                   |                   |                   |                   |       |             |                   |                   |                   |                   |  | Gama | 1                 | 2                 | 3 (4)             |                   |  |  |
|  |                   | Brasiliense       | 3                 | 0                 | 3 (3) |             |                   |                   |                   |                   |  |      |                   |                   |                   |                   |  |  |
|  | Brasiliense       | Brasiliense       | 3                 | 0                 | 3 (3) | 0           | 2                 | 2                 |                   |                   |  |      |                   |                   |                   |                   |  |  |
|  | Brasiliense       |                   |                   |                   |       | 0           | 2                 | 2                 |                   |                   |  |      |                   |                   |                   |                   |  |  |
|  | Luziânia          | 0                 | 1                 | 1                 |       |             |                   |                   |                   |                   |  |      |                   |                   |                   |                   |  |  |
|  | Luziânia          | 0                 | 1                 | 1                 |       | Brasiliense | 1                 | 1                 | 2                 |                   |  |      |                   |                   |                   |                   |  |  |
|  |                   |                   |                   |                   |       | Brasiliense | 1                 | 1                 | 2                 |                   |  |      |                   |                   |                   |                   |  |  |
|  |                   | Real Brasília     | 0                 | 2                 | 2     |             |                   |                   |                   |                   |  |      |                   |                   |                   |                   |  |  |
|  | Real Brasília     | Real Brasília     | 0                 | 2                 | 2     | 1           | 1                 | 2                 |                   |                   |  |      |                   |                   |                   |                   |  |  |
|  | Real Brasília     |                   |                   |                   |       | 1           | 1                 | 2                 |                   |                   |  |      |                   |                   |                   |                   |  |  |
|  | Capital-DF        | 1                 | 0                 | 1                 |       |             |                   |                   |                   |                   |  |      |                   |                   |                   |                   |  |  |

## Premiação
| Vice Campeão: | Terceiro Colocado: | Artilheiro:  | Melhor goleiro: |
| ------------- | ------------------ | ------------ | --------------- |
| Brasiliense   | Real Brasília      | Gama - Nunes |                 |

## Técnicos
| Equipe        | Técnico                                           |
| ------------- | ------------------------------------------------- |
| Brasiliense   | Mauro Fernandes (1ª—)                             |
| Capital       | Luis Carlos Souza (1ª—)                           |
| Ceilandense   | Marquinhos Carioca (1ª—)                          |
| Ceilândia     | Marcelo Conte (1ª—)                               |
| Formosa       | Heli Carlos (1ª—)                                 |
| Gama          | Vílson Taddei (1ª—)                               |
| Luziânia      | Sebastião Rocha (1ª—)                             |
| Paranoá       | Vandinho Silva (1ª—)                              |
| Real Brasília | Buião (1ª—10ª) Ariel Mamede (11ª—)                |
| Sobradinho    | Luis dos Reis (1ª—11ª) Antonio Carlos Bona (12ª—) |
| Taguatinga    | Júnior Araújo (1ª—)                               |
| Unaí          | Rúbio Guerra (1ª—)                                |

### Mudança de Técnicos
| Clube         | Antecessor    | Motivo                        | Data         | Última partida                            | Rod | Pos | Sucessor            | Ref.   |
| ------------- | ------------- | ----------------------------- | ------------ | ----------------------------------------- | --- | --- | ------------------- | ------ |
| Real Brasília | Buião         | Resignado                     | 20 de julho  | Vila Nova–GO 3–0 Real Brasília (amistoso) | 10ª | 3°  | Ariel Mamede        | [ 11 ] |
| Sobradinho    | Luis dos Reis | Contratado pelo Imperatriz-MA | 10 de agosto | Capital-DF 4-0 Sobradinho                 | 11ª | 8°  | Antonio Carlos Bona | [ 12 ] |

## Maiores públicos
Esses são os dez maiores públicos do Campeonato:
| Nº | Público[i] | Mandante      | Placar | Visitante   | Estádio         | Data            | Rodada/Turno |
| -- | ---------- | ------------- | ------ | ----------- | --------------- | --------------- | ------------ |
| 1  | 1 377      | Gama          | 5–2    | Taguatinga  | Bezerrão        | 25 de janeiro   | 1ª Rodada    |
| 2  | 1 173      | Unaí          | 3–2    | Luziânia    | Urbano Adjuto   | 16 de fevereiro | 5ª Rodada    |
| 3  | 1 121      | Formosa       | 1–0    | Unaí        | Diogão          | 02 de fevereiro | 2ª Rodada    |
| 4  | 1 090      | Unaí          | 1–2    | Taguatinga  | Urbano Adjuto   | 29 de fevereiro | 7ª Rodada    |
| 5  | 1 085      | Gama          | 2–2    | Capital-DF  | Bezerrão        | 04 de março     | 8ª Rodada    |
| 6  | 1 064      | Formosa       | 2–0    | Taguatinga  | Diogão          | 20 de fevereiro | 6ª Rodada    |
| 7  | 1 026      | Unaí          | 2–0    | Ceilândia   | Urbano Adjuto   | 26 de janeiro   | 1ª Rodada    |
| 8  | 1 000      | Sobradinho    | 1–3    | Gama        | Augustinho Lima | 02 de fevereiro | 1ª Rodada    |
| 9  | 1 000      | Real Brasília | 0–1    | Brasiliense | Defelê          | 01 de março     | 7ª Rodada    |
| 10 | 953        | Unaí          | 4–4    | Paranoá     | Urbano Adjuto   | 05 de fevereiro | 3ª Rodada    |

- i. ^ Considera-se apenas o público pagante